# Казине ди Патерно (Анкона)
Казине ди Патерно је насеље у Италији у округу Анкона, региону Марке.
Према процени из 2011. у насељу је живело 126 становника. Насеље се налази на надморској висини од 49 м.